# Illa de Sapinya
L'illa de Sapinya, també inclosa com a espai del complex de zones humides de les Illes de l'Ebre, es localitza al terme municipal d'Amposta. Es tracta d'una illa fluvial relativament petita, abasta menys de 7 hectàrees, de caràcter netament deltaic i formada per l'acreció de barres de sorres i llims. Dins de la zona humida, també s'inclou el braç fluvial i la riba dreta del riu.

## Flora
El nivell freàtic està a la mateixa alçada que el riu, a uns 3-4 m de la part superior de l'illa. Hi ha fins a 130 espècies de plantes catalogades, tot i que un gran nombre correspon a espècies ornamentals introduïdes i fruiters (Phoenix, Pittosporum, Agave, Ficus, Vitis, Citrus, Malus, etc.), restes dels antics conreus que prosperaven fins a la dècada de 1980. La part central està ocupada actualment per prats mesòfils de fenàs de marge (Brachypodium phoenicoides) i els boscos de ribera resten arraconats a les vores de l'illa. El seu bosc de ribera, constituït per salzedes i alberedes, és d'una gran riquesa (hàbitat d'interès comunitari; codi 92A0). També hi ha tamarius (Tamarix sp.) i uns quants peus de vern (Alnus glutinosa). Tanmateix cal destacar la presència del freixe (Fraxinus angustifolia oxycarpa) i del lligabosc valencià (Lonicera biflora), propi del nord d'Àfrica i que té al Baix Ebre el seu límit septentrional. Aquestes dues darreres espècies estan estrictament protegides en el conjunt del PEIN. Al sector amb aigües més lèntiques -marge dret de l'illa, hi creixen herbassars de Potamogeton crispus.
És especialment interessant l'evolució botànica d'aquesta illa per l'avanç de l'albereda en aquelles zones de conreu abandonades. En el conjunt del delta els boscos de ribera han estat intensament transformats en cultius i, per aquest motiu, els pocs retalls que en queden mereixen una atenció especial.

## Fauna
Pel que fa a la fauna, a l'illa s'hi fa un important dormidor hivernal d'ardèids i corbs marins entre altres ocells. La seva conservació de l'illa però no sembla fàcil, ja que aquesta pateix una forta erosió dels marges, efecte de la navegació fluvial i del dèficit actual de sediments fluvials. Es tracta d'un problema que, amb la navegabilitat de l'Ebre, té tendència a incrementar-se i pot fer perillar el bosc de ribera existent. Actualment ja s'han realitzat actuacions sobre el marge esquerre de l'illa. Concretament s'ha construït una escullera submergida per tal de reforçar i dotar el marge d'estabilitat.

## Protecció
L'illa de Sapinya es troba protegida a diferents nivells. Forma part del Parc Natural del Delta de l'Ebre, està inclosa al PEIN del "Delta de l'Ebre", se situa a la Xarxa Natura 2000 ES0000020 "Delta de l'Ebre" i a més ha estat declarada Reserva natural parcial.